# 澳門政府假期列表

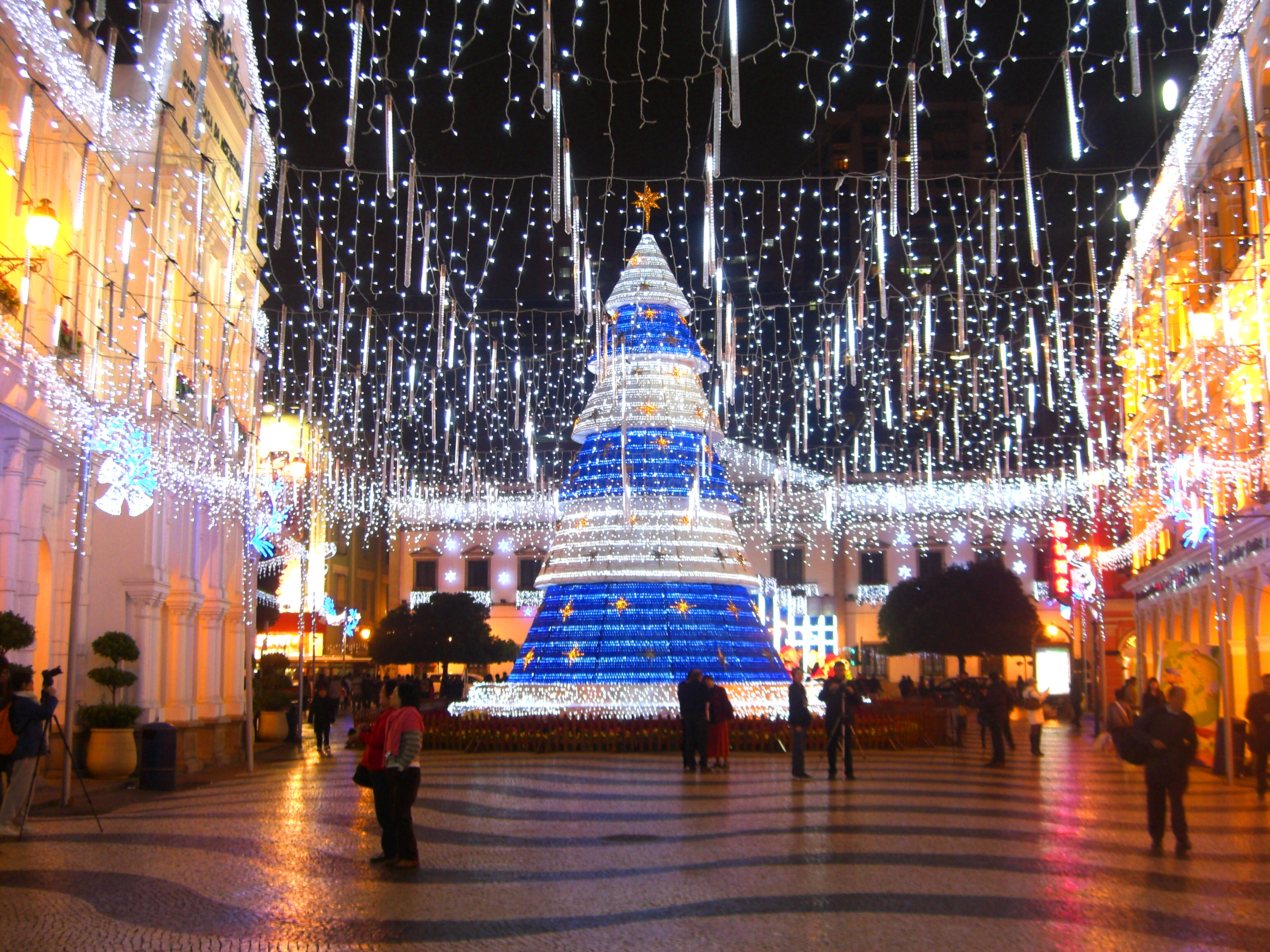
議事亭前地上的聖誕節裝飾。聖誕節是澳門首批被列為法定的公眾假期之一。

澳門政府假期是由澳門政府指定予其轄下的公共行政工作人員休息而不用上班的日子，共分為「休息日」、「公眾假期」、「補假日」和「豁免上班日」四種。澳門政府現行的休息日為逢星期六和星期日；而公眾假期大致上包括了中國傳統節日、西方與天主教節日和澳門本土節日；豁免上班日及補假日則多數是因為公眾假期與休息日重疊而出現的補行放假、或兩個公眾假期或休息日的間隔十分接近而給予使得假期連續，另外非休息日的公曆除夕和農曆除夕通常也會被列為半天的豁免上班日。
休息日、公眾假期、補假日及全天豁免上班日以外的日子均會被視為「工作日」。

## 歷史沿革
澳門最早在法例上出現的公眾假期可追溯至1910年，但在此之前澳葡政府其實已經有一些與放假有關的制度，不過就從來沒有指明哪些日子是具有法定地位的假期。直到1910年10月12日，澳葡政府頒佈法令，訂定法例上認定的公眾假期；當時定了1月1日（元旦）、1月31日（共和革命烈士紀念日）、10月5日（葡萄牙共和國國慶日）、12月1日（葡萄牙恢復獨立紀念日）及12月25日（聖誕節）為「全澳門假期」，共有五天；另外也定了「澳門市假期」（只限澳門半島放假）和「路環島假期」（只限路環放假）各一天，分別是6月24日（澳門市日）和7月13日（路環戰役紀念日），至同年12月3日刊登憲報實施；而該憲報刊登後首個實行的公眾假期是當年的聖誕節。而往後數十年也增減了一些西方國家、葡萄牙本土和天主教會的節日（如加入耶穌受難日、勞動節、自由日等，而取消了共和革命烈士紀念日）。

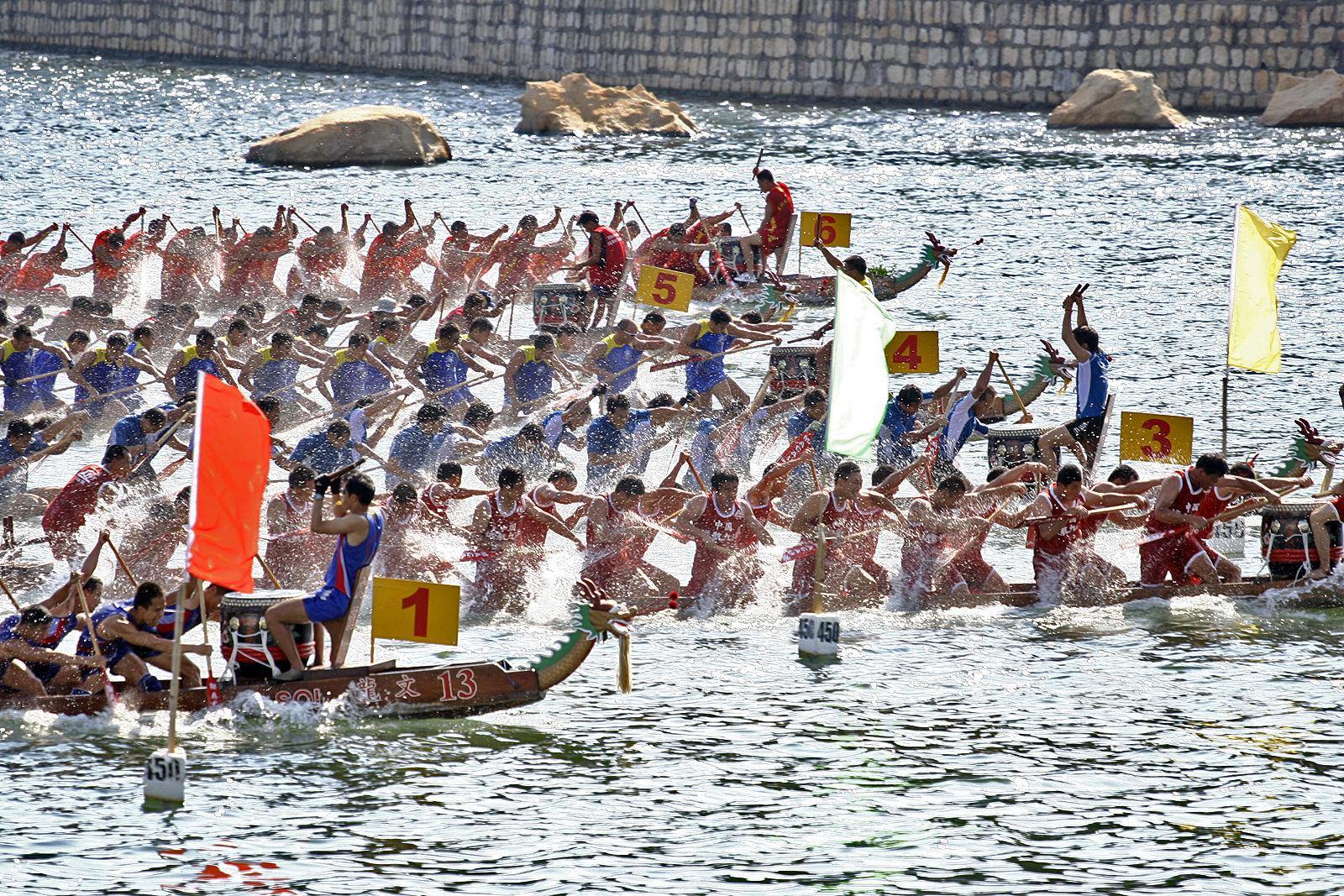
端午節期間舉行的澳門國際龍舟邀請賽。1982年時部份中國傳統節日被納入法定公眾假期。

從該時的公眾假期來看，主要都是與葡萄牙和天主教文化有關的，只有於1929年所加入的中華民國國慶日（10月10日，已於1981年取消）是與華人扯上關係；而中國傳統節日則要到1982年才被正式納入。不過，其實在1982年前，澳葡政府已有對部份中國傳統節日進行放假，但只是在臨近該節日前以特別批示的形式實行（見下文），在法律上無權威性。澳葡政府為了確立其法律地位，遂於1982年頒佈法令，將農曆新年、清明節、端午節等部份中國傳統節日定為公眾假期。由此時開始，因為眾多的公眾假期在公曆裏並無固定日子，故有關當局每年都需要對外發佈翌年的公眾假期表，以便對照。時至2000年，所有與澳葡政府和葡萄牙本土的節日不再作為公眾假期，取而代之的有佛誕節和澳門特別行政區成立紀念日。現時公眾假期表的發佈由行政公職局負責。
至於法定休息日則於1949年2月5日制定，最初只定星期日為休息日，首次實行於當年2月6日，但事實上在此之前政府部門絕大多數都不在星期日辦公的，甚至曾經有「假期如遇日曜日應於翌日補行放假」的條例（「日曜日」即為星期日，而該條例已於1927年取消）。在1995年初，澳葡當局為了減低部門營運開支，試行在每個月的第一、三、五個星期六實行休息，至同年6月1日正式把星期六從公共行政當局辦公時間中剔除，使星期六成為正式的休息日，並於同年6月3日首次實施，此也意味着五天工作制正式於澳門政府實行。
豁免上班日的制度則是由1952年起開始，又稱作「特許缺勤」或「特許假期」，由澳門總督直接批示准予政府部門放假。豁免上班日制度在初期只是十分偶爾的實行，1970年代時則主要用於部份中國傳統節日。直到1991年中韋奇立出任澳督後，豁免上班日制度的實行情況才開始頻繁。現時的豁免上班日由澳門行政長官作出批示，而公眾假期表發佈的同時也將連同已批示的豁免上班日一起發佈。
補假日的制度則是由2019年起開始，由澳門行政長官直接批示准予政府部門放假。根據《澳門公共行政工作人員通則》第七十九條第四款規定，如公眾假期與星期六或星期日重疊，則於下一工作日獲得補假。現時的補假日由澳門行政長官作出批示，而公眾假期表發佈的同時也將連同已批示的補假日一起發佈。

## 休息日
以下是現行法例（即《第62/98/M號法令》）所規定的休息日：
| 日子   | 簡介                           | 開始生效日期 |
| ------ | ------------------------------ | ------------ |
| 星期六 | 在法令上稱為「補充休息日」。   | 1995年6月1日 |
| 星期日 | 在法令上稱為「每周之休息日」。 | 1949年2月5日 |

## 公眾假期

### 現行
下表列出現行法例（即《第60/2000號行政命令》）所規定的公眾假期，當中以黃色底顯示的是《勞動關係法》所規定的「強制性假日」。而部份假期在公曆（澳門政府稱為「陽曆」）出現的日期並不固定，須按照當年由行政公職局發佈的公眾假期表為準，其大約的日子會在簡介裏作說明。而自1927年至2018年，即使公眾假期與休息日的日期重疊，在沒有另行批示下不會有補行放假。由2019年起，根據《澳門公共行政工作人員通則》第七十九條第四款規定，如公眾假期與星期六或星期日重疊，則於下一工作日獲得補假。
| 因由 (以官方稱謂為準)                  | 陽曆日期                                                                         | 簡介 | 開始實施年份                                 | 《勞》 強制假                                |
| -------------------------------------- | -------------------------------------------------------------------------------- | --- | -------------------------------------------- | -------------------------------------------- |
| 元旦                                   | 1月1日                                                                           | 公曆裏一年的第一天。當天凌晨零時在澳門旅遊塔對出海面會有煙花表演慶祝。 當天同時為天主教的天主之母節，澳門各堂區教堂會舉行彌撒作紀念。 如當日為星期六，1月3日星期一將訂為補假日；如當日為星期日，1月2日星期一將訂為補假日。 | 1911年                                       |                                              |
| 農曆正月初一 農曆正月初二 農曆正月初三 | 1月21日至2月22日其中連續三天 即最早為1月21日至23日、最晚為2月20日至22日 (見簡介) | 農曆新年的首三天，行政命令上合稱為「春節之首三日」，出現於公曆1月21日至2月22日之間的其中連續三天。 在澳華人及少部份土生葡人會在這段期間拜年（通常除初三外）、燃放炮竹（自1981年起只限指定區域和時間）、到廟宇參拜等。 如農曆正月初一、初二其中一日為星期六，或正月初一為星期日，農曆正月初四（即1月24日至2月23日之間的其中一日）將訂為補假日。 如農曆正月初二、初三其中一日為星期日，或正月初三為星期六，農曆正月初五（即1月25日至2月24日之間的其中一日）將訂為補假日。 | 1982年                                       |                                              |
| 耶穌受難日                             | 3月20日至4月23日其中一天 即最早為3月20日、最晚為4月23日 (見簡介)                 | 根據復活節計算表冊算出的復活節正日之前的星期五，出現於公曆3月20日至4月23日之間。 天主教會在這天悼念耶穌被釘十字架處死，天主教澳門教區會在當日會在主教座堂舉行彌撒，並於澳門中區舉行「耶穌聖屍」聖像巡遊。 | 1970年                                       |                                              |
| 復活節前日                             | 3月21日至4月24日其中一天 即最早為3月21日、最晚為4月24日 (見簡介)                 | 根據復活節計算表冊算出的復活節正日之前的星期六，出現於公曆3月21日至4月24日之間。 澳門各教堂在當晚會舉行「燭光禮」彌撒儀式，以迎接耶穌基督復活。 注意復活節正日（即3月22日至4月25日之間的其中一日）並不列為公眾假期，為每周之休息日（星期日）。 復活節之後的星期一（即3月23日至4月26日之間的其中一日）將訂為補假日。 | 1970年                                       |                                              |
| 清明節                                 | 4月4日、5日或6日之其中一天 (見簡介)                                              | 每年太陽到達黃經15度之時，大概於公曆4月4日、5日或6日的其中一日。 澳門坊間會在當天掃墓祭祖，燃燒香燭冥鏹。 如當日為星期六或星期日，該日之後的星期一（即4月5日至8日之間的其中一日）將訂為補假日；如當日為復活節前日的補假日，或當日為星期六或星期日，而之後的星期一為復活節前日的補假日，該日之後的星期二（即4月6日至9日之間的其中一日）將訂為補假日。 如當日與復活節假期或補假日重疊，該日之後的首個工作日將訂為豁免上班日。 | 1982年                                       |                                              |
| 佛誕節                                 | 4月28日至5月28日的其中一天 (見簡介)                                              | 農曆四月初八，出現於公曆4月28日至5月28日之間。 這天是紀念佛祖釋迦牟尼誕辰的日子，澳門各佛教廟宇均會舉行「龍華會」儀式，用五香水浴佛。 當天同時是譚公誕辰日和澳門魚行團結日；路環市區居民當天會舉行活動慶祝，包括在譚僊聖廟上香和公演粵劇、在路環市區辦飄色巡遊等。澳門鮮魚行總會當天會舉行舞醉龍及派發龍船頭飯。 如當日為星期六，農曆四月初十（即4月30日至5月30日之間的其中一日）星期一或緊接勞動節或其補假日之後的工作日將訂為補假日。 如當日為星期日，農曆四月初九（即4月29日至5月29日之間的其中一日）星期一或緊接勞動節或其補假日之後的工作日將訂為補假日。                                                    | 2000年                                       |                                              |
| 勞動節                                 | 5月1日                                                                           | 紀念1886年當天在美國芝加哥發生的乾草市場事件，後來演變為表揚勞工對社會及經濟作出的貢獻。 澳門的一些社團會在當天舉行勞動節遊行，向澳門特區政府請願表達訴求。 如當日為星期六，5月3日星期一將訂為補假日；如當日為星期日，5月2日星期一將訂為補假日。 如當日與佛誕節重疊，該日之後的首個工作日將訂為豁免上班日。 | 1976年                                       |                                              |
| 端午節                                 | 5月27日至6月26日的其中一天 (見簡介)                                              | 農曆五月初五，出現於公曆5月27日至6月26日之間。 澳門坊間普遍認為這天是紀念戰國時代楚國詩人屈原投汨羅江自盡。按傳統坊間會吃粽，而當週會舉行澳門國際龍舟邀請賽。 如當日為星期六，農曆五月初七（即5月29日至6月28日之間的其中一日）星期一將訂為補假日。 如當日為星期日，農曆五月初六（即5月28日至6月27日之間的其中一日）星期一將訂為補假日。 | 1982年                                       |                                              |
| 中秋節翌日                             | 9月8日至10月9日的其中一天 (見簡介)                                               | 農曆八月十六，中秋節之後的一天，俗稱「追月」，出現於公曆9月8日至10月9日之間。 按傳統坊間會在這段時期吃月餅、提燈籠等。澳門國際煙花比賽匯演通常被安排於這天之前的晚上進行其中一晚比賽。 注意中秋節正日（八月十五）並不列為公眾假期。 如當日為星期六，農曆八月十八（即9月10日至10月11日之間的其中一日）星期一或緊接中華人民共和國國慶日假期或其補假日之後的工作日將訂為補假日。 如當日為星期日，農曆八月十七（即9月9日至10月10日之間的其中一日）星期一或緊接中華人民共和國國慶日假期或其補假日之後的工作日將訂為補假日。 如當日與中華人民共和國國慶日假期重疊，該日之後的首個工作日將訂為豁免上班日。               | 1982年                                       |                                              |
| 中華人民共和國國慶日                   | 10月1日                                                                          | 紀念中華人民共和國中央人民政府於1949年的這一天成立。澳門各親中團體均會在當天舉行活動慶祝，澳門特區政府也會舉行酒會和在金蓮花廣場舉行升旗禮和賽跑；澳門國際煙花比賽匯演時常被安排於這天晚上進行其中一晚比賽，並安排中國代表於當晚出賽。 此取代了原來於1980年及之前所實行的另一個公眾假期——中華民國國慶日（10月10日）。1981年設立本假期後，10月10日不再列為公眾假期。 如當日為星期六，10月3日星期一或緊接中秋節翌日／重陽節或其補假日之後的工作日將訂為補假日。 如當日為星期日，10月3日星期二或緊接中秋節翌日／重陽節或其補假日之後的工作日將訂為補假日。                                                           | 1981年                                       |                                              |
| 中華人民共和國國慶日翌日               | 10月2日                                                                          | 中華人民共和國國慶日之後一天。 如當日為星期六，10月4日星期一或緊接中秋節翌日／重陽節或其補假日之後的工作日將訂為補假日。 如當日為星期日，10月4日星期二或緊接中秋節翌日／重陽節或其補假日之後的工作日將訂為補假日。 | 2000年                                       |                                              |
| 重陽節                                 | 10月1日至11月1日的其中一天 (見簡介)                                              | 農曆九月初九，出現於公曆10月1日至11月1日之間。 澳門坊間會在當天登高野遊和掃墓祭祖。 如當日為星期六，農曆九月十一（即10月3日至11月3日之間的其中一日）星期一或緊接中華人民共和國國慶日假期或其補假日之後的工作日將訂為補假日。 如當日為星期日，農曆九月初十（即10月2日至11月2日之間的其中一日）星期一或緊接中華人民共和國國慶日假期或其補假日之後的工作日將訂為補假日。 如當日與中華人民共和國國慶日假期重疊，該日之後的首個工作日將訂為豁免上班日。 | 1982年                                       |                                              |
| 追思節                                 | 11月2日                                                                          | 天主教會和聖公會的煉靈月的第二天，俗稱「天主教的清明節」，是用作紀念親人、煉靈等的瞻禮日。聖味基墳場會在當天舉行追思彌撒。 如當日為星期六，11月4日星期一將訂為補假日；如當日為星期日，11月3日星期一或緊接重陽節的補假之後的工作日將訂為補假日。 | 1982年                                       |                                              |
| 聖母無原罪瞻禮                         | 12月8日                                                                          | 紀念教宗庇護九世在1854年當天宣佈把「聖母無染原罪」正式成為天主教教義的一部份。 如當日為星期六，12月10日星期一將訂為補假日；如當日為星期日，12月9日星期一將訂為補假日。 | 1949年                                       |                                              |
| 澳門特別行政區成立紀念日               | 12月20日                                                                         | 紀念澳門特別行政區於1999年的這一天成立，澳門政權交還中華人民共和國，結束葡萄牙在澳門的殖民統治。澳門各界均會在當天舉行活動慶祝，澳門特區政府也會舉行酒會，並在澳門旅遊塔對出海面會有煙花表演慶祝。 1999年首次實施時最初名為「澳門回歸祖國暨中華人民共和國澳門特別行政區成立日」，2000年改為現名至今。 如當日為星期六，12月22日星期一或緊接冬至之後的工作日將訂為補假日；如當日為星期日，12月21日星期一或緊接冬至之後的工作日將訂為補假日。 | 1999年                                       |                                              |
| 冬至                                   | 12月21日、22日或23日之其中一天 (見簡介)                                          | 每年太陽到達黃經270度之時；大概於公曆12月21日、22日或23日的其中一日。 澳門坊間一直流行着「冬至大過年」（意即冬至比春節還要重要）的習俗，一般在當天要祭祖，一家人要聚首一堂吃團圓飯等。 如12月21日為星期六，12月23日星期一將訂為補假日；如當日為星期日，而翌日為澳門特別行政區成立紀念日的補假日，12月23日星期二將訂為補假日。 如12月22日為星期六，而12月24日及25日為聖誕節假期，12月26日星期三將訂為補假日；如當日為星期日，12月23日星期一將訂為補假日。 如12月23日為星期六，而12月24日及25日為聖誕節假期，12月26日星期二將訂為補假日；如當日為星期日，而12月24日及25日為聖誕節假期，12月26日星期三將訂為補假日。 | 1982年                                       |                                              |
| 聖誕節前日                             | 12月24日                                                                         | 聖誕節之前的一天，俗稱「平安夜」。澳門各教堂在當晚會舉行子夜彌撒，迎接耶穌誕辰。 如當日為星期六，12月26日星期一將訂為補假日；如當日為星期日，12月26日星期二或緊接冬至的補假之後的工作日將訂為補假日。 | 1970年                                       |                                              |
| 聖誕節                                 | 12月25日                                                                         | 天主教會紀念耶穌誕辰的日子，澳門各教堂在當天會舉行彌撒以作紀念。當局還會在一些街道上佈置聖誕裝飾。 如當日為星期六，12月27日星期一將訂為補假日；如當日為星期日，12月27日星期二將訂為補假日。 | 1910年                                       |                                              |
| 本表統計                               |                                                                                  | |                                              |                                              |
| 項目                                   | 數據                                                                             | 備註 | 備註                                         | 備註                                         |
| 公眾假期總天數                         | 20天                                                                             | 當中10天為《勞動關係法》所規定的強制性假日。 | 當中10天為《勞動關係法》所規定的強制性假日。 | 當中10天為《勞動關係法》所規定的強制性假日。 |
| 單月最多公眾假期天數                   | 5天                                                                              | 於12月 | 於12月                                       | 於12月                                       |
| 單月最少公眾假期天數                   | 0天                                                                              | 於7、8月 | 於7、8月                                     | 於7、8月                                     |
| 平均每月公眾假期天數                   | 約1.67天                                                                         | 20天÷12月=1.666…天/月 | 20天÷12月=1.666…天/月                        | 20天÷12月=1.666…天/月                        |

### 過往
以下是澳門曾經實行過但今已取消的公眾假期，澳葡時期由葡萄牙政府直接敕令其殖民地實行的假期亦包括於此：
| 因由                                                 | 陽曆日期                                                         | 簡介 | 開始實施年份 | 最後實施年份 |        |
| ---------------------------------------------------- | ---------------------------------------------------------------- | --- | --- | --- | ------ |
| 共和革命烈士紀念日                                   | 1月31日                                                          | 紀念葡萄牙共和革命期間犧牲的烈士。 | 1911年 | 1952年 |        |
| 紀念殷皇子逝世五百週年揭幕禮                         | 3月4日                                                           | 紀念對葡萄牙航海事業出力甚多的恩里克王子在1460年逝世。澳葡政府在當天舉行紀念儀式，並以基督十字旗作為官式旗幟。 注意恩里克的逝世日實為11月13日，3月4日其實是他的誕辰日。 | 1960年 | 1960年 | 1960年 |
| 復活節                                               | 3月22日至4月25日其中一天 即最早為3月22日、最晚為4月25日 (見簡介) | 根據復活節計算表冊而定，一般是於春分後的首個農曆十五日再之後的首個星期日，出現於公曆3月22日至4月25日之間。 這是天主教會紀念耶穌復活的日子，澳門各教堂在當天會舉行彌撒以作紀念。 | 1976年 | 1976年 | 1976年 |
| 復活節後首個週一                                     | 3月23日至4月26日其中一天 即最早為3月23日、最晚為4月26日 (見簡介) | 根據復活節計算表冊算出的復活節正日之後的星期一，出現於公曆3月23日至4月26日之間。 | 1976年 | 1976年 | 1976年 |
| 自由日                                               | 4月25日                                                          | 紀念1974年當天葡萄牙發生革命，推翻薩拉查的獨裁政權，令葡萄牙實現自由民主化。 | 1976年 | 1999年 |        |
| 紀念內亂十周年                                       | 5月28日                                                          | 紀念1926年當天起所發生的政變，以結束不穩定的葡萄牙第一共和國。 | 1936年 | 1936年 | 1936年 |
| 葡萄牙革新四十周年                                   | 5月28日                                                          | 紀念1926年當天起所發生的政變，以結束不穩定的葡萄牙第一共和國。 | 1966年 | 1966年 | 1966年 |
| 葡國日、賈梅士日暨葡僑日                             | 6月10日                                                          | 葡萄牙的國慶日，同時是葡萄牙愛國詩人路易·德賈梅士的逝世日。 居澳葡人在當天進行盛大的慶祝活動，尤其是到白鴿巢公園內之「賈梅士洞」雕像獻花及誦詩，葡萄牙駐澳門總領事官邸也會舉行慶祝酒會。1999年及之前澳葡政府還會舉行授勛儀式。 | 1952年 | 1999年 |        |
| 聖體瞻禮日                                           | 5月21日至6月24日其中一天 即最早為5月21日、最晚為6月24日 (見簡介) | 根據復活節計算表冊算出的復活節正日後再加60天，也即為聖三主日之後的星期四，出現於公曆5月21日至6月24日之間。 | 1952年 | 1987年 |        |
| 澳門市日                                             | 6月24日                                                          | 紀念1622年當天葡萄牙軍隊利用大炮，成功擊退侵略澳門的荷蘭軍隊。 當天同時是天主教的若翰主保日，天主教澳門教區於當日會在主教座堂舉行彌撒，並於澳門中區舉行聖若翰聖像巡遊。 只限澳門半島放假。 | 1911年 | 1999年 |        |
| 海島市日                                             | 7月13日                                                          | 紀念1910年當日澳葡政府動用炮兵部隊攻打在路環上的海盜。1910年7月初一批海盜在路環挾持人質，及後部隊與海盜武力激戰，最終成功消除海盜，不過期間誤殺村民，史稱路環慘案。 最初此假期名為「路環戰役紀念日」，且只限路環享有此假期。1952年起改名為「海島市日」，並將享有範圍擴大至整個海島市（即氹仔也享有此假）。 此公眾假期於1993年由被新制定的同名假期所取代，該新制定的假期定為11月30日。 | 1911年 | 1992年 |        |
| 聖母升天節                                           | 8月15日                                                          | 這是天主教會紀念聖母瑪利亞被蒙召升天的日子。 | 1952年 | 1987年 |        |
| 中國人民抗日戰爭暨世界反法西斯戰爭勝利七十周年紀念日 | 9月3日                                                           | 響應中國大陸紀念中國人民抗日戰爭暨世界反法西斯戰爭勝利七十週年的系列活動，藉以紀念1945年抗日勝利、悼念戰時犧牲的英雄烈士及愛國者。 當天同時被定性為強制性假期。 | 2015年 | 2015年 | 2015   |
| 葡萄牙共和國國慶日                                   | 10月5日                                                          | 紀念葡萄牙於1910年的當天發生革命，推翻君主制並建立共和國。 在1999年及之前，澳門國際煙花比賽匯演經常被安排於這天晚上進行其中一晚比賽，如果該屆有葡萄牙的隊伍參賽，則安排葡萄牙代表於當晚出賽。 注意葡萄牙的國慶日實為6月10日的葡國日、賈梅士日暨葡僑日，而本日其實是葡萄牙的「成立日」。                                                                                               | 1911年 | 1999年 |        |
| 中華民國國慶日                                       | 10月10日                                                         | 紀念中華民國政府於1911年當天發動武昌起義，及後推翻滿清政府並建立中華民國。 此公眾假期於1981年被中華人民共和國國慶日（10月1日）取代。 | 1929年 | 1980年 |        |
| 諸聖瞻禮日                                           | 11月1日                                                          | 天主教會和聖公會的煉靈月的第一天，是用作紀念聖人的瞻禮日。 | 1952年 | 1987年 |        |
| 海島市日                                             | 11月30日                                                         | 紀念海島市市政廳於1963年的這一天成立。只限氹仔和路環放假。 此公眾假期取代了於7月13日同樣名為「海島市日」的假期。 | 1993年 | 1999年 |        |
| 葡萄牙恢復獨立紀念日                                 | 12月1日                                                          | 紀念葡萄牙於1640年的當天推翻西班牙的統治，推若昂四世為新國王。 1918年時還把11月28日和12月5日定為恢復獨立紀念日假期，也即表示該年有三天假期為恢復獨立紀念日。但其他年份則仍只以12月1日為假期。 | 1911年 | 1999年 |        |
| 澳門回歸祖國暨中華人民共和國澳門特別行政區成立日翌日 | 12月21日                                                         | 澳門回歸祖國暨中華人民共和國澳門特別行政區成立日（即今澳門特別行政區成立紀念日）之後的一天。 | 1999年 | 1999年 | 1999年 |
| 本表統計                                             |                                                                  | | | |        |
| 項目                                                 | 數據                                                             | 備註 | 備註 | 備註 |        |
| 實行次數最少                                         | 1次                                                              | - 紀念殷皇子逝世五百週年揭幕禮 - 復活節 - 復活節後首個週一 - 澳門回歸祖國暨中華人民共和國澳門特別行政區成立日翌日 - 中國人民抗日戰爭暨世界反法西斯戰爭勝利七十周年紀念日 | - 紀念殷皇子逝世五百週年揭幕禮 - 復活節 - 復活節後首個週一 - 澳門回歸祖國暨中華人民共和國澳門特別行政區成立日翌日 - 中國人民抗日戰爭暨世界反法西斯戰爭勝利七十周年紀念日 | - 紀念殷皇子逝世五百週年揭幕禮 - 復活節 - 復活節後首個週一 - 澳門回歸祖國暨中華人民共和國澳門特別行政區成立日翌日 - 中國人民抗日戰爭暨世界反法西斯戰爭勝利七十周年紀念日 |        |
| 實行次數最多                                         | 89次                                                             | - 澳門市日 - 葡萄牙共和國國慶日 - 葡萄牙恢復獨立紀念日 | - 澳門市日 - 葡萄牙共和國國慶日 - 葡萄牙恢復獨立紀念日 | - 澳門市日 - 葡萄牙共和國國慶日 - 葡萄牙恢復獨立紀念日 |        |

另外，聖誕節翌日（12月26日）曾經於1976年初被定為公眾假期，但卻於同年5月被撤回，故從未正式以公眾假期性質實行過。

## 豁免上班日
下表列出歷來頒佈的豁免上班日，當中以綠色底顯示的是於2025年度施行。部份中國傳統節日未被列為公眾假期前在1970年代時也是以豁免上班日的方式放假，下表不再重複列出。
1. 下表的「實施年份」中帶有「PM」標注的年份和被大括弧包住的年份範圍表示只在下午的半天實施。
2. 下表提到的「工作日」並未排除豁免上班日本身。

| 因由                                         | 陽曆日期                            | 簡介 | 實施年份 | 次數                                    |
| -------------------------------------------- | ----------------------------------- | --- | --- | --------------------------------------- |
| 元旦後之星期六                               | 1月2日 (見簡介)                     | 1月1日之後的第一個星期六，僅在1993年實行過，當年的元旦為星期五。 | 1993 | 1                                       |
| 元旦後首個工作日                             | 1月2日或3日 (見簡介)                | 1月1日之後的第一個工作日，至目前為止只頒佈於元旦之後的第一個星期一實行。 | 2012、2017 | 2                                       |
| 農曆除夕                                     | 1月20日至2月19日之其中一天 (見簡介) | 農曆正月初一之前的一天（即農曆十二月廿九或三十），出現於公曆1月20日至2月19日之間。 澳門坊間不少華人會在當天進行祭祀、逛花市等，當晚吃團年飯和到媽閣廟或觀音堂等上香。這天通常是年宵市場最後一天營業和炮竹燃放區第一天開放。                       | 1993、1994PM、1995、1997PM、1999、{2000－2005、2008、2011、2014－2015、2017－2022、2024－2026}PM               | 22                                      |
| 農曆正月初四                                 | 1月24日至2月23日之其中一天 (見簡介) | 農曆新年的第四天，出現於公曆1月24日至2月23日之間。 | 2006－2007、2010、2013－2014、2017－2018                                                                       | 7                                       |
| 農曆正月初五                                 | 1月25日至2月24日之其中一天 (見簡介) | 農曆新年的第五天，出現於公曆1月25日至2月24日之間。 | 2014－2015、2017－2018                                                                                         | 4                                       |
| 新型冠狀病毒肺炎                             | 2月8日至16日                        | 因應目前新型冠狀病毒肺炎疫情的發展和防疫的需要，為減少疾病傳播的風險。 | 2020 | 1                                       |
| 復活節前之星期四                             | 3月19日至4月22日之其中一天 (見簡介) | 根據復活節計算表冊算出的復活節正日之前的星期四，也即是耶穌受難日之前的一天，出現於公曆3月19日至4月22日之間。 這天被認為是耶穌受死前夕舉行最後晚餐的日子，天主教澳門教區會於當日舉行「紀念耶穌建定聖體聖事」彌撒。                                 | {1993－1995}PM                                                                                                 | 3                                       |
| 復活節前日之後首個工作日                     | 3月23日至4月26日之其中一天 (見簡介) | 根據復活節計算表冊算出的復活節正日之後的第一個工作日，至目前為止只頒佈於復活節之後的一天實行，出現於公曆3月23日至4月26日之間。 | 2012－2018 | 7                                       |
| 清明節前之星期一                             | 4月3日、4日或5日 (見簡介)           | 清明節之前的最後一個星期一，僅在1994年實行過，當年的清明節為星期二。 | 1994 | 1                                       |
| 清明節後首個工作日                           | 4月5日、6日或7日 (見簡介)           | 清明節之後的第一個工作日，至目前為止只頒佈於清明節之後的第一個星期一實行。 | 2014 | 1                                       |
| 清明節後第二個工作日                         | 4月6日、7日或8日 (見簡介)           | 清明節之後的第二個工作日，至目前為止只頒佈於清明節之後的第一個星期二實行。僅在2015年實行過，當年的清明節為星期日，之後的第一個星期一被列作「復活節前日之後首個工作日」的豁免上班日。                                                              | 2015 | 1                                       |
| 佛誕節後首個工作日                           | 4月29日至5月30日之其中一天 (見簡介) | 農曆四月初八之後的第一個工作日，至目前為止只頒佈於佛誕節之後的第一個星期一實行，出現於公曆4月29日至5月30日之間。 | 2012、2016 | 2                                       |
| 勞動節後首個工作日                           | 5月2日或3日 (見簡介)                | 5月1日之後的第一個工作日，至目前為止只頒佈於勞動節之後的第一個星期一實行。 | 2011、2016 | 2                                       |
| 葡萄牙共和國總統閣下訪問澳門                 | 5月24日                             | 1985年當天時任葡萄牙總統恩尼斯到訪澳門。 | 1985 | 1                                       |
| 端午節後首個工作日                           | 5月28日至6月28日之其中一天 (見簡介) | 農曆五月初五之後的第一個工作日，至目前為止只頒佈於端午節之後的第一個星期一實行，出現於公曆5月28日至6月28日之間。 | 2012、2015 | 2                                       |
| 葡國日、賈梅士日暨葡僑日後之星期六           | 6月11日 (見簡介)                    | 6月10日之後的第一個星期六，僅在1994年實行過，當年的葡國日為星期五。 | 1994 | 1                                       |
| 聖母升天節後之星期六                         | 8月16日 (見簡介)                    | 8月15日之後的第一個星期六，僅在1986年實行過，當年的聖母升天節為星期五。 | 1986 | 1                                       |
| 中秋節翌日後之星期六                         | 9月9日至10月10日之其中一天 (見簡介) | 農曆八月十六之後的第一個星期六，僅在1986年實行過，當年的中秋節翌日為星期五，出現於公曆9月9日至10月10日之間。 | 1986 | 1                                       |
| 超強颱風山竹吹襲後                           | 9月17日                             | 因應超強颱風山竹在9月16日對澳門造成重大影響。 | 2018 | 1                                       |
| 中華人民共和國國慶日後之星期六               | 10月2日 (見簡介)                    | 10月1日之後的第一個星期六，僅在1993年實行過，當年的中華人民共和國國慶日為星期五，實行當日為10月2日但當時並不是如今的公眾假期。 | 1993 | 1                                       |
| 中華人民共和國國慶日後首個工作日             | 10月3日 (見簡介)                    | 10月1日之後的第一個工作日。 2016年於10月1日之後的第一個星期一實行，當年的中華人民共和國國慶日為星期六。 2017年於10月1日之後的第一個星期二實行，當年的中華人民共和國國慶日為星期日，而之後的第一個星期一為「中華人民共和國國慶日翌日」之公眾假期。 | 2016－2017 | 2                                       |
| 中華人民共和國國慶日翌日後首個工作日         | 10月3日或4日 (見簡介)               | 10月2日之後的第一個工作日，至目前為止只頒佈於中華人民共和國國慶日翌日之後的第一個星期一實行。 | 2011 | 1                                       |
| 中華人民共和國國慶日翌日後第二個工作日       | 10月4日或5日 (見簡介)               | 10月2日之後的第二個工作日，至目前為止只頒佈於中華人民共和國國慶日翌日之後的第一個星期二實行。僅在2016年實行過，當年的中華人民共和國國慶日翌日為星期日，之後的第一個星期一被列作「中華人民共和國國慶日後首個工作日」的豁免上班日。                 | 2016 | 1                                       |
| 中華人民共和國國慶日及中秋節翌日後首個工作日 | 10月3日、4日或5日 (見簡介)          | 10月1日當日同為農曆八月十六，其之後的第一個工作日，至目前為止只頒佈於中華人民共和國國慶日翌日（10月2日）之後的一天實行。 | 2012 | 1                                       |
| 中華人民共和國國慶日翌日及中秋節翌日重疊     | 10月3日、4日或5日 (見簡介)          | 10月2日當日同為農曆八月十六，其之後的第一個工作日，至目前為止只頒佈於中華人民共和國國慶日翌日（10月2日）之後的一天實行。 | 2020 | 1                                       |
| 中華人民共和國國慶日翌日及重陽節後首個工作日 | 10月3日、4日或5日 (見簡介)          | 10月2日當日同為農曆九月初九，其之後的第一個工作日，至目前為止只頒佈於中華人民共和國國慶日翌日之後的一天實行。 | 2014 | 1                                       |
| 重陽節後首個工作日                           | 10月3日至11月3日之其中一天 (見簡介) | 農曆九月初九之後的第一個工作日，至目前為止只頒佈於重陽節之後的第一個星期一實行，出現於公曆10月3日至11月3日之間。 | 2013、2016－2017                                                                                               | 3                                       |
| 追思節前之星期一                             | 11月1日 (見簡介)                    | 11月2日之前的最後一個星期一，僅在1993年實行過，當年的追思節為星期二。 | 1993 | 1                                       |
| 追思節後首個工作日                           | 11月3日或4日 (見簡介)               | 11月2日之後的第一個工作日，至目前為止只頒佈於追思節之後的第一個星期一實行。 | 2013－2014 | 2                                       |
| 大賽車                                       | 11月第三或第四個星期六 (見簡介)     | 澳門格蘭披治大賽車正式比賽的第一天。 1986年於11月第四個星期六實施，其餘的實施年份均於11月第三個星期六。 | 1986、1992－1995                                                                                               | 5                                       |
| 葡萄牙恢復獨立紀念日後之星期六               | 12月2日 (見簡介)                    | 12月1日之後的第一個星期六，僅在1995年實行過，當年的葡萄牙恢復獨立紀念日為星期五。 | 1995 | 1                                       |
| 何賢舉殯                                     | 12月9日                             | 悼念何賢於1983年12月6日逝世，而其葬禮於同月9日下午舉行。 何賢曾被公認為澳門華人領袖，也是第一任澳門行政長官何厚鏵的父親。 | 1983PM | 1                                       |
| 聖母無原罪瞻禮後之星期六                     | 12月9日 (見簡介)                    | 12月8日之後的第一個星期六，僅在1995年實行過，當年的聖母無原罪瞻禮為星期五。 | 1995 | 1                                       |
| 聖母無原罪瞻禮之後首個工作日                 | 12月9日或10日 (見簡介)              | 12月8日之後的第一個工作日，至目前為止只頒佈於聖母無原罪瞻禮之後的第一個星期一實行。 | 2012－2013、2018                                                                                               | 3                                       |
| 澳門特別行政區成立紀念日後首個工作日         | 12月21日、22日或23日 (見簡介)       | 12月20日之後的第一個工作日。 2014年於12月20日之後的第一個星期二實行，當年的澳門特別行政區成立紀念日為星期六，而其之後的第一個星期一為冬至。 2015年於12月20日之後的第一個星期一實行。                                                              | 2014－2015 | 2                                       |
| 冬至後首個工作日                             | 12月23日或26日 (見簡介)             | 冬至之後的第一個工作日。 在頒佈實行的年份中多數於冬至之後的第一個星期一實行；但在2018年於之後的第一個星期三實行，當年的冬至為星期六，而其之後的第一個星期一及星期二分別為聖誕節前日及聖誕節。                                                     | 2008、2013、2018                                                                                               | 3                                       |
| 聖誕節前兩日                                 | 12月23日                            | 聖誕節之前的第二天。 | 1995、1996、1998                                                                                               | 3                                       |
| 聖誕節前日後首個工作日                       | 12月26日 (見簡介)                   | 12月24日之後的第一個工作日。 2016年於12月24日之後的第一個星期一實行，當年的聖誕節前日為星期六。 2017年於12月24日之後的第一個星期二實行，當年的聖誕節前日為星期日，而其之後的第一個星期一為聖誕節。                                                | 2016－2017 | 2                                       |
| 聖誕節後之星期六                             | 12月26日 (見簡介)                   | 12月25日之後的第一個星期六，僅在1992年實行過，當年的聖誕節為星期五。 | 1992 | 1                                       |
| 聖誕節後首個工作日                           | 12月26日或27日 (見簡介)             | 12月25日之後的第一個工作日，至目前為止只頒佈於聖誕節之後的第一個星期一實行。 | 2011 | 1                                       |
| 聖誕節後第二個工作日                         | 12月27日 (見簡介)                   | 12月25日之後的第二個工作日，至目前為止只頒佈於聖誕節之後的第一個星期二實行。僅在2016年實行過，當年的聖誕節為星期日，之後的第一個星期一被列作「聖誕節前日後首個工作日」的豁免上班日。                                                              | 2016 | 1                                       |
| 除夕                                         | 12月31日                            | 公曆裏一年的最後一天。 當晚澳門各地諸如西灣湖廣場等均會舉行除夕倒數晚會，以迎接新一年的來臨。 | 1992、1993PM、1994、1996、{1997－1999、2001－2004、2008－2010}PM、2012、{2013－2015、2018－2021、2024－2026}PM | 24                                      |
| 本表統計                                     |                                     | | |                                         |
| 項目                                         | 數據                                | 備註 | 備註 | 備註                                    |
| 單年最多豁免上班日項目數                     | 9項                                 | 於2014年（其中兩項僅為半天，故共有8天） | 於2014年（其中兩項僅為半天，故共有8天）                                                                        | 於2014年（其中兩項僅為半天，故共有8天） |

## 其他相關規管
在澳門的相關法例和規定上，是有條例和特別措施以規管公眾在政府假期的一些活動和法律責任。

### 噪音的規管
在未得到澳門行政長官的批示例外許可下，禁止於星期日及公眾假期進行任何打樁工程、在距離住宅及醫院200公尺範圍內使用機器進行土木工程，以及在住宅進行會產生噪音的工程；亦禁止於公眾假期前夕及星期六晚上11時後、公眾假期及星期日早上9時前，在公共地方發出騷擾噪音、舉行可產生騷擾噪音的表演、娛樂或任何類似活動。

### 《勞動關係法》的強制性假日

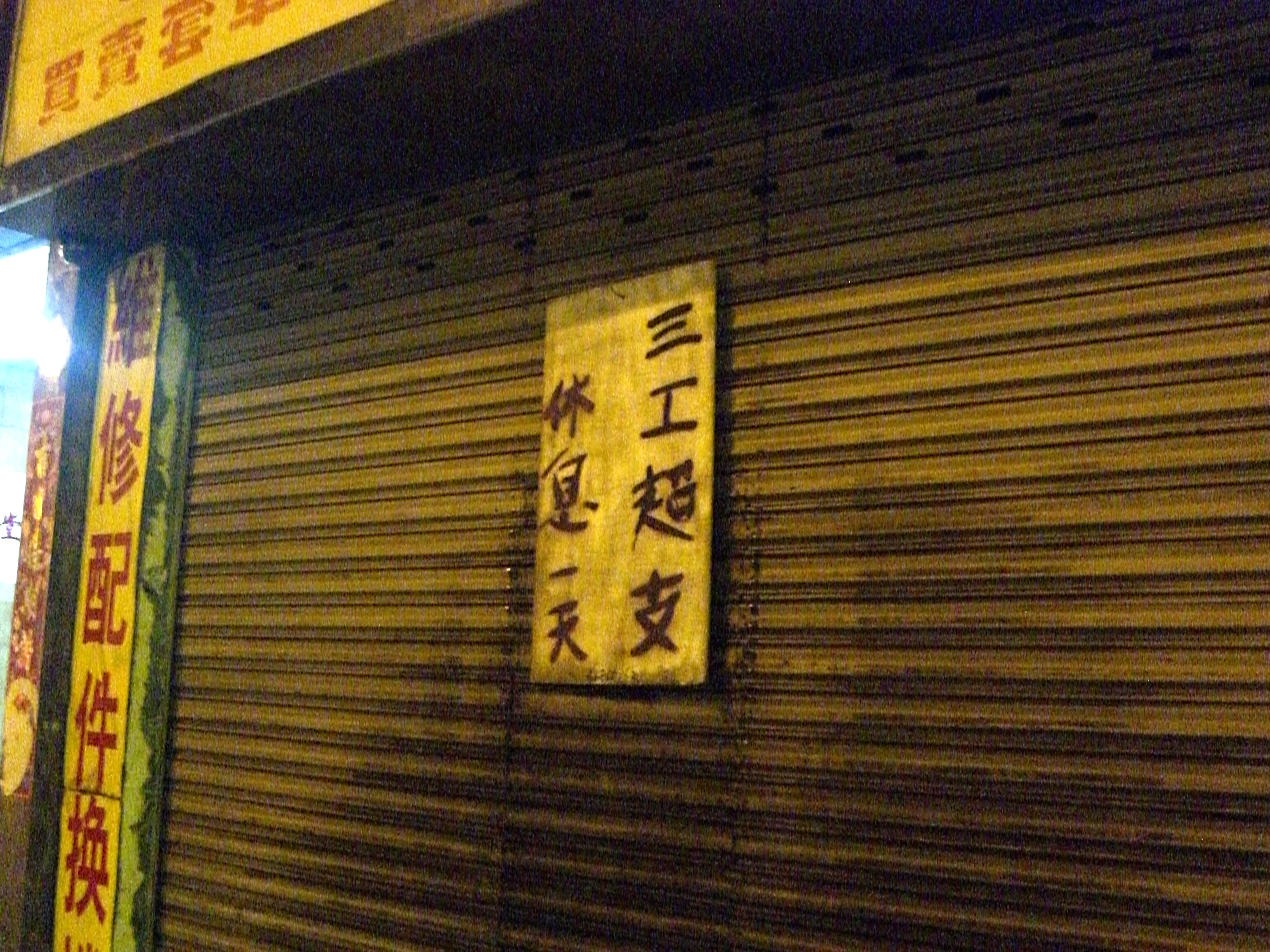
為了避免支付「三工」，一些店鋪選擇於強制性假日不開門做生意

在勞工法例方面，根據2009年1月1日所實行的《勞動關係法》，在公眾假期裏定出了其中十天為「強制性假日」，而僱主在這些假日必須讓僱員放假；但如果此舉會導致僱主面臨重大損失或發生不可抗力的情況、面對不可預料的工作增加的情形、或影響企業營運的持續性，則可以要求僱員在強制性假日上班。不過僱主須為當天上班的僱員給予額外報酬：
1. 若屬收取月報酬的僱員，額外的一日基本報酬；
2. 若屬按實際工作的時間或按實際生產結果確定報酬的僱員，所提供工作的正常報酬另加一日基本報酬。

另外僱主還要為其在三十日內進行補假，但可以協商形式以一日基本報酬代替該補假。
上述第二點所指的「所提供工作的正常報酬另加一日基本報酬」，澳門坊間俗稱之為「雙工」。如果該類僱員選擇以一日基本報酬代替補假，此情況則普遍連同「雙工」合稱為「三工」。

### 大三巴行人專區
自2017年9月30日起，有關當局為改善大三巴牌坊一帶的行人安全問題，試行於每日中午12時至下午6時禁止車輛駛入大三巴斜巷。不過有關措施被指妨礙附近居民出行，最後當局於10月9日宣佈改為只於逢星期六及星期日實施，並於10月14日起正式施行至今。

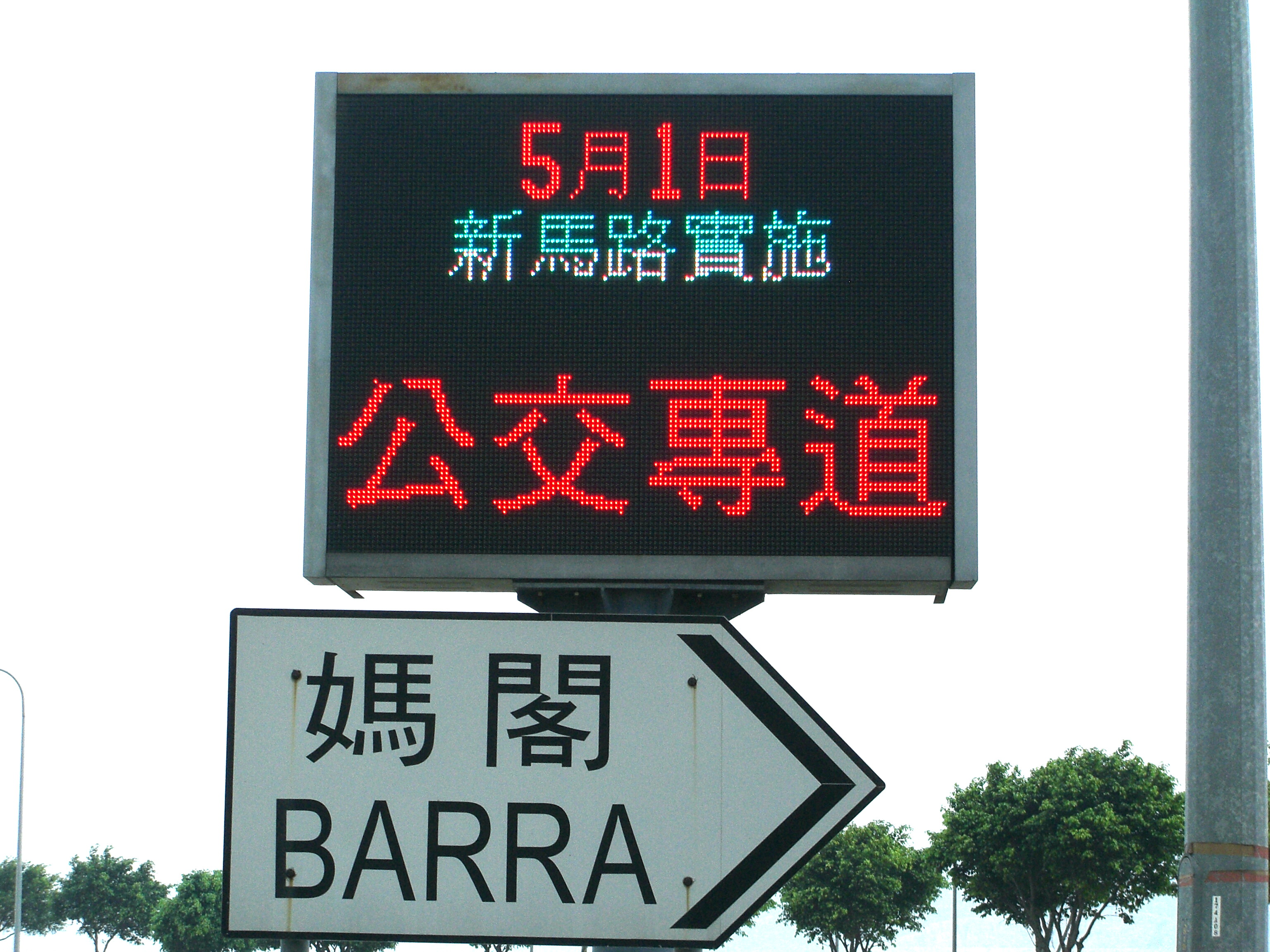
2010年至2017年間新馬路曾經實行節假日公交專道，期間路邊顯示屏預告下一個實施公交專道的日期。颱風天鴿襲澳後，該措施已被無限期取消。

順帶一提的是，在2010年5月16日至2017年8月20日，亞美打利庇盧大馬路（又稱「新馬路」）曾經在星期日及公眾假期實施「公交專道」，在當天11時至20時，除了公共巴士、的士、三輪車和特許車輛外，長度不超過8米的車輛不可使用龍嵩正街和營地大街之間的一段新馬路，車長超過8米者則連整條新馬路均不得駛入。不過，有關當局有時也會因應情況在特定假日暫停實施公交專道，這會在事前作出公佈。然而，在正式施行後，坊間對措施並不太受落。2017年8月23日颱風天鴿重創澳門，當局為方便市民收拾為由而暫停於8月27日實施的新馬路公交專道，至8月28日當局正式宣佈將新馬路公交專道無限期取消。
另外以往也曾經實行過泊車收費咪錶於星期六下午、星期日及公眾假期停止收費，然而此措施至今已不再實行。

## 備註
1. 1 2  此數據假設所有的公眾假期均沒有出現日期重疊的情況。可能出現的重疊情況包括：
  - 耶穌受難日或復活節前日與清明節；
  - 佛誕節與勞動節；
  - 中秋節翌日與中華人民共和國國慶日或中華人民共和國國慶日翌日；
  - 中華人民共和國國慶日或中華人民共和國國慶日翌日與重陽節。

現行法例並無規定如遇公眾假期重疊須補行放假。
2. ↑  以下月份也有可能是沒有公眾假期：
  - 2月（如果某年的農曆正月初一於1月29日或之前）；
  - 3月（如果某年的耶穌受難日於4月）；
  - 6月（如果某年的端午節於5月）；
  - 9月（如果某年的中秋節翌日於10月）。
3. ↑  以項目作為計次單位，故無論是半天仰或一天，都以一次計算。
4. 1 2 3 4  1995年6月1日起澳門政府實行逢星期六休息，而在之後所安排於該年實施的豁免上班日中，「大賽車」、「葡萄牙恢復獨立紀念日後之星期六」、「聖母無原罪瞻禮後之星期六」及「聖誕節前兩日」均為星期六，導致這些豁免上班日與休息日的性質重疊；故1995年的六項豁免上班日中，實際只有兩項為獨立放假。
5. ↑  另外亦禁止於其他日子的早上8時前及晚上8時後進行此兩類工程。
6. ↑  另外亦禁止於其他日子的早上9時前及晚上7時後進行此類工程。
7. ↑  另外亦禁止於其他日子的早上9時前及晚上10時後進行此等行為和活動。而如果有關活動屬澳門民政總署的管轄範圍內，例外許可則由民政總署批准而毋須經行政長官。
8. ↑   註:

- 對於本文提及之農曆日期，可至香港天文台提供之公曆與農曆日期對照表以查找各年各個農曆日和節氣於公曆出現之日子。